# Liste des députés de la Savoie au Parlement sarde
La liste des députés de la Savoie au Parlement sarde présente l'ensemble des représentants de l'ancien duché de Savoie au Parlement du royaume de Sardaigne, installé à Turin, pour la période de 1848 à 1860.

## Contexte en 1848
Le royaume de Sardaigne connaît des changements — politique, juridique, administratif — dans son organisation avec la mise en place du Statut albertin du 4 mars 1848. Le royaume se tourne « vers le constitutionnalisme, l'affirmation des libertés publiques, le recours aux élections et l’essor des partis politiques ».
Le duché de Savoie laisse place aux subdivisions administratives de Chambéry et d'Annecy, gérées par un intendant général.
Cette réforme met en place un parlement, composé d'une chambre des députés et d'un sénat. La Savoie est représentée, entre les Ire et VIe législatures, par 22 députés (1848-1860), puis 18 lors de la VIIe (1860). Ce dernier découpage ne sert que pour cette dernière élection législative avant l'annexion de la Savoie à la France, en mars 1860.
Le Statut albertin mentionne uniquement le particularisme savoyard dans son article 64 à travers la mention de la langue de cette région qui est le français : « La langue italienne est la langue officielle des Chambres. Cependant, il est facultatif de se servir de la langue française, soit aux membres qui appartiennent aux contrées où cette langue est en usage, soit pour leur répondre. »,, Par ailleurs, le Sénat de Savoie voit confirmer la perte de son pouvoir juridique, après avoir perdu le politique en 1837, au profit notamment des Cours d'appel.

## Représentation
L'ensemble des députés siègent au Parlement, installé au palais Carignan (1848 à 1865), à Turin, capitale du royaume de Sardaigne.
Les élections à la Chambre se déroulent selon un scrutin uninominal majoritaire à deux tours. Sont considérés comme électeurs les hommes âgés de 25 ans et plus, lettrés, devant jouir de leurs droits et payer un cens d'au moins 20 livres. Il existe certains cas où le niveau du cens est adapté à la situation sociale de l'électeur. Chaque collège électoral élit un député pour une durée prévue de 5 ans (art. 42).
La Savoie, avec ses 583 812 habitants en 1848, envoie 22 députés,,. Ils ne sont plus que 18 à la suite de la réforme électorale de 1859. Le duché de Savoie envoie 79 députés à Turin au cours de la période. Selon l'article 40 du Statut, un candidat doit avoir au moins 30 ans (art. 40). L'article 50 stipule par ailleurs que « Les fonctions de Sénateur ou de Député ne donnent lieu à aucune rétribution ou indemnité ».
La Savoie semble favorisée en possédant une surreprésentation à la chambre au vu de son poids démographique. Ainsi, en 1848, les Savoyards sont 22 sur 204 députés (soit 11 %). Par ailleurs, les électeurs savoyards se doivent payer un cens de plus de 20 francs (loi du 17 mars 1848, art.1), alors qu'il est fixé à 40 dans le reste du royaume. Un statut spécial que l'on retrouve aussi pour le comté de Nice, la Ligurie et la Sicile.
Bien qu'étant partagés entre les courants conservateurs ou libéraux, les députés savoyards forme un bloc d'opposition aux différents gouvernements piémontais. Ils veulent ainsi marquer la spécificité du duché dans cet ensemble tourné de plus en plus vers l'Italie, notamment à cette période du Risorgimento et le retard pris dans le développement de leur province. Des différences existent toutefois lors de certaines thématiques de débats ou lorsque se posera la question de l'avenir de la Savoie (1859) et son annexion en 1860, opposants les pro-français et les anti-annexionnistes voulant rester fidèles à la maison de Savoie.

## Les élections
De 1848 à 1859, les élections des députés se déroulent selon l'édit royal sur la loi électorale no 680 du 17 mars 1848. Celle-ci sera remaniée avec la réforme électorale de 1859.
Les législatures pour le renouvellement de la Chambre des députés du royaume de Sardaigne sont au nombre de 7  :

### Irelégislature
Le décret du 17 mars 1848 convoque les différents collèges électoraux pour la Ire législature, le 27 avril 1848. Celle-ci dure seulement quelques mois, du 8 mai 1848 au 30 décembre 1848.
Ce sont 14 013 inscrits (soit 2,48 % de la population) qui pourront prendre part à ces premières élections, depuis le contrôle du duché sous le Premier Empire. Le taux de participation est de 75 %. L'abstention est toutefois qualifiée d'élevée, pour l'époque, avec notamment 17 % à Chambéry.
La première législature voit 15 sièges sur les 22 du duché remportés par les candidats conservateurs. 10 élus sont issus des rangs de la magistrature ou avocats. Enfin, cinq candidats sont issus de la noblesse. Minoritaires au Parlement, les députés savoyards cherchent à profiter de l'assemblée pour promouvoir les particularismes de la petite patrie, faisant usage notamment du français lors des débats. Les conservateurs sont marqués par un certain cléricalisme, tandis que les sept autres appartiennent au courant des libéraux constitutionnels. Les premiers sont menés par le sénateur Costa de Beauregard, de Chambéry, tandis que les seconds suivent le mauriennais Léon Brunier. Le sénateur Costa de Beauregard, bien que conservateur, semble jouer d'une manière générale le rôle de chef de file de la délégation savoyarde.
La période est marquée par une défaite militaire et des débats sur les congrégations religieuses. L'historien Robert Avezou qualifie la « courte existence » de cette première législature « [d’]exceptionnellement agitée et riche en événements plus tristes qu'heureux ».

### IIelégislature
Les élections pour la seconde législature se déroulent 22 janvier 1849. La durée est éphémère, du 1er février au 30 mars 1849. En effet, le nouveau premier ministre Vincenzo Gioberti, contrairement à ses attentes, obtient une chambre « ingouvernable ».
Lors de cette élection, le duché de Savoie envoie à nouveau dix députés sortants — Costa de Beauregard, de Martinel, Carquet, Despine, Brunier, Louaraz, Jacquemoud, Ginet, Ract, Chenal — sont réélus.
Le taux de participation est de 63,3 %.
Avezou fait observer que « Certains députés, élus par un collège, optèrent pour un autre, et ne furent pas remplacés non plus ».

### IIIelégislature
- Élections du 15 juillet 1849, pour la IIIe législature, du 30 juillet au 20 novembre 1849.

Le taux de participation est de 62,3 %.
Le roi Charles-Albert de Sardaigne meurt le 28 juillet 1849.

### IVelégislature
- Élections du 8 décembre 1849, pour la IVe législature, du 20 décembre 1849 au 20 novembre 1853.

Le taux de participation est de 71,6 %.

### Velégislature
- Élections du 8 décembre 1853, pour la Ve législature, du 19 décembre 1853 au 25 octobre 1857.

Le taux de participation est de 65,3 %.

### VIelégislature
- Élections du 15 novembre 1857, pour la VIe législature, du 14 décembre 1857 au 21 janvier 1860.

Le taux de participation est de 61,3 %.

### VIIelégislature
- Élections du 25 mars 1860, pour la VIIe législature, du 2 avril 1860 au 17 décembre 1860.

Selon la réforme électorale de 1859, les électeurs du duché n'envoient plus que 18 représentants. Le taux de participation est de 35,8 %. Cette faible participation s'explique aisément dans la mesure où le processus de réunion de la Savoie à la France a déjà débuté avec la signature du traité de Turin le 24 mars. Les Savoyards ne se sentent plus vraiment concernés car ceux-ci ne sont déjà plus considérés comme sujets du roi Victor-Emmanuel II,. Ainsi, lorsque Cavour invite les députés savoyards à se rendre à Turin pour prêter serment, lors de l'ouverture de la Chambre, le 15 mai, 15 députés envoient une lettre au Président de la Chambre, indiquant qu'ils ne s'y rendront pas. Ce sont ceux qui se sont ouvertement prononcés pour la réunion à la France : MM. de Boigne, de Martinel, Girod, Blanc, Greyfié, Replat, Ginet, Pissard, Chapperon, Grange, Pelloux, de la Fléchère, Baurain, Favrat et Louaraz. Les 8 premiers étaient membres de la délégation menée par le comte Amédée Greyfié de Bellecombe pour rencontrer l'Empereur, le 21 mars 1860. Les conseils divisionnaires du duché se réunissent le 21 mars 1860 et décident de l'envoi d'une délégation de 41 savoisiens (nobles, bourgeois, officiers ministériels) favorables à la réunion à la France. La délégation menée par le comte Amédée Greyfié de Bellecombe, comprend pour la province de Chambéry le député d'Aix Gustave de Martinel, les conseillers provinciaux Louis Bérard, Maurice Blanc, Ernest de Boigne, les barons Frédéric d'Alexandry d'Orengiani et Louis Girod de Montfalcon, ainsi que Charles Bertier, Alexis Falcoz, Pierre-Louis Besson, l'avocat Antoine Bourbon, le docteur Dardel, Jacques Prosper Degaillon, Charles François, Félix Gruat, Pierre Viviand, Savey-Guerraz et le major de la Garde nationale Vuagnat. La province d'Annecy est représentée par les députés Albert-Eugène Lachenal, Joseph Ginet (Rumilly), Hippolyte Pissard (Saint-Julien) et Jacques Replat (Annecy), accompagnés par Claude Bastian (ancien député de Saint-Julien), Dufour, les barons Scipion Ruphy (Annecy) et Jules Blanc (Faverges), François Bétrix (directeur de la Banque de Savoie), le docteur Descotes, Magnin, Masset, Alexis Rollier. À noter que le Chablais, plutôt favorable à un rapprochement avec la Suisse voisine n'envoie que Édouard Dessaix, Félix Jordan, François Ramel et Gustave Folliet.

## Collèges électoraux du duché
Le royaume de Sardaigne compte 204 collèges électoraux, dont 22 pour le duché de Savoie,. À cette période, le « duché comptait alors 639 communes et 584 812 habitants. ». Chacun des collèges électoraux « [devaient] donc comprendre, en moyenne, 29 communes et 26,582 habitants », d'où la mise en place de circonscriptions entre 20 000 à 25 000 habitants. En 1848, lors de l'élection pour la Ire législature, le duché compte 17 960 électeurs, soit environ 31 électeurs pour 1 000 habitants.
Divisé en deux provinces, Chambéry et Annecy, le duché compte 22 collèges :
| Provinces électorales provinces administratives | Collège électoral (1848-1859) | Mandements constitutifs (nombre de communes)                                                                       | Population (1848) |
| ----------------------------------------------- | ----------------------------- | --- | ----------------- |
| Chambéry Savoie Propre                          | Aix                           | Aix (14 communes) ; Albens (15 communes) ; Ruffieux (8 communes)                                                   | 32 011 hab.       |
| Chambéry Haute-Savoie                           | Albertville                   | Albertville (18 communes) ; Grésy (10 communes)                                                                    | 24 561 hab.       |
| Annecy Faucigny                                 | Annemasse                     | Annemasse (17 communes) ; Reignier (10 communes)                                                                   | 23 267 hab.       |
| Annecy Genevois                                 | Annecy                        | Annecy (26 communes)                                                                                               | 26 836 hab.       |
| Annecy Faucigny                                 | Bonneville                    | Bonneville (15 communes) ; La Roche (11 communes)                                                                  | 24 310 hab.       |
| Chambéry Tarentaise                             | Bourg-Saint-Maurice           | Aime (12 communes) ; Bourg-Saint-Maurice (9 communes)                                                              | 21 963 hab.       |
| Chambéry Savoie Propre                          | Chambéry                      | Chambéry (19 communes)                                                                                             | 35 739 hab.       |
| Annecy Genevois                                 | Duingt                        | Duingt (23 communes) ; Thônes (9 communes)                                                                         | 24 849 hab.       |
| Annecy Chablais                                 | Evian                         | Abondance (8 communes) ; Evian (11 communes) ; Le Biot (7 communes)                                                | 26 549 hab.       |
| Chambéry Maurienne                              | La Chambre                    | Aiguebelle (14 communes) ; La Chambre (13 communes)                                                                | 22 016 hab.       |
| Chambéry Savoie Propre                          | La Motte                      | La Motte-Servolex (9 communes) ; Yenne (14 communes)                                                               | 21 975 hab.       |
| Chambéry Savoie Propre                          | Montmélian                    | Chamoux (10 communes) ; Montmélian (14 communes) ; La Rochette (12 communes)                                       | 27 716 hab.       |
| Chambéry Tarentaise                             | Moûtiers                      | Bozel (9 communes) ; Moûtiers (25 communes)                                                                        | 23 924 hab.       |
| Chambéry Savoie Propre                          | Le Pont-de-Beauvoisin         | Les Echelles (11 communes) ; Pont-de-Beauvoisin (12 communes) ; Saint-Genix (10 communes)                          | 26 372 hab.       |
| Annecy Genevois                                 | Rumilly                       | Rumilly (20 communes) ; Seyssel (17 communes)                                                                      | 29 041 hab.       |
| Chambéry Maurienne                              | Saint-Jean-de-Maurienne       | Lanslebourg (7 communes) ; Modane (8 communes) ; Saint-Jean-de-Maurienne (20 communes) ; Saint-Michel (7 communes) | 34 820 hab.       |
| Annecy Genevois                                 | Saint-Julien-en-Genevois      | Saint-Julien (29 communes) ; Thorens-Sales (9 communes)                                                            | 29 105 hab.       |
| Chambéry Savoie Propre                          | Saint-Pierre-d'Albigny        | Le Châtelard (13 communes) ; Saint-Pierre-d'Albigny (5 communes)                                                   | 20 704 hab.       |
| Annecy Faucigny                                 | Sallanches                    | Cluses (8 communes) ; Saint-Gervais (8 communes) ; Sallanches (8 communes)                                         | 31 265 hab.       |
| Annecy Faucigny                                 | Taninges                      | Saint-Jeoire (11 communes) ; Samoëns (3 communes) ; Taninges (5 communes)                                          | 27 105 hab.       |
| Annecy Chablais                                 | Thonon                        | Douvaine (16 communes) ; Thonon (18 communes)                                                                      | 31 190 hab.       |
| Chambéry Haute-Savoie                           | Ugine                         | Beaufort (4 communes) ; Faverges (10 communes) ; Ugine (9 communes)                                                | 26 498 hab.       |

Avec la réforme électorale de 1859, le royaume compte désormais 260 collèges électoraux, mais le duché en perd 4. Trois nouveaux collèges sont créés : Saint-Jeoire, Yennes et Aiguebelle, alors que ceux de Annemasse, Bourg-Saint-Maurice, Duingt, La Chambre, La Motte, Saint-Jean-de-Maurienne, Saint-Pierre-d'Albigny disparaissent.

## Synthèse des résultats et présentation des députés

### Tableau des résultats par collège
D'après les travaux de François Miquet et le tableau de synthèse publié dans Savoie de la Révolution française à nos jours (1986).
| Collèges                 | Ire législature Avril 1848                                            | IIe législature Janvier 1849                                   | IIIe législature Juillet 1849                                  | IVe législature Décembre 1849                                                                           | Ve législature Décembre 1853                                                                  | VIe législature Novembre 1857                   | VIIe législature Mars 1860         |
| ------------------------ | --------------------------------------------------------------------- | -------------------------------------------------------------- | -------------------------------------------------------------- | --- | --------------------------------------------------------------------------------------------- | ----------------------------------------------- | ---------------------------------- |
| Aix                      | Gustave de Martinel (Cons.)                                           | Gustave de Martinel (Cons.)                                    | Gustave de Martinel (Cons.)                                    | Gustave de Martinel (Cons.)                                                                             | Gustave de Martinel (Cons.)                                                                   | Gustave de Martinel (Cons.)                     | Gustave de Martinel (Cons.)        |
| Albertville              | Ferdinand Palluel (dém. juillet) Pierre Blanc                         | Pierre Blanc                                                   |                                                                | A.-E. Lachenal (élu à Annecy) Ferdinand Palluel (mai 1852) Charles Duverger de Saint-Thomas*            | Pierre Blanc (dém. déc.) Alexandre Bianchi                                                    | Comte Humbert Jaillet                           | Joseph Challend*                   |
| Annemasse                | François Perravex* (Cons.)                                            | D. Pierre-Joseph Mongellaz (Cons.)                             | D. Pierre-Joseph Mongellaz (Cons.)                             | D. Pierre-Joseph Mongellaz (Cons.)                                                                      | D. Pierre-Joseph Mongellaz (Cons.)                                                            | D. Pierre-Joseph Mongellaz (Cons.)              |                                    |
| Annecy                   | A.-E. Lachenal (Cons.) Aimé Levet (Lib., à partir de juin 1848)       | Antoine Mathieu                                                | Antoine Mathieu (départ septembre 1849) Baron de Livet (Cons.) | Baron de Livet (Cons., janv. 1852) François-Marie Bachet* (janv. 1852-démi. mars 1853)                  | A.-E. Lachenal (Cons.) Alexis Guillet* (Lib.)                                                 | Alexis Guillet* (Lib.)                          | Jacques Replat                     |
| Bonneville               | François-Marie Bastian (Lib.) Joseph Jacquier-Châtrier (Lib.)         | Joseph Jacquier-Châtrier (Lib.)                                | Joseph Jacquier-Châtrier (Lib.)                                | Joseph Jacquier-Châtrier (Lib.)                                                                         | Joseph Jacquier-Châtrier (Lib.)                                                               | Joseph Pelloux (Cons.)                          | Joseph Pelloux                     |
| Bourg-Saint-Maurice      | François Carquet (Rép. mod.)                                          | François Carquet (Rép. mod.)                                   | François Carquet (Rép. mod.)                                   | François Carquet (Rép. mod.)                                                                            | François Carquet (Rép. mod. ; démi. 1854) Balthazard Billiet*                                 | Jacques Chevray François Carquet (Rép. mod.)    |                                    |
| Chambéry                 | Pantaléon Costa de Beauregard (Cons.)                                 | Pantaléon Costa de Beauregard (Cons.)                          | Pantaléon Costa de Beauregard (Cons.)                          | François Justin (Cons.)                                                                                 | Pantaléon Costa de Beauregard (Cons., à partir de février 1854)                               | Pantaléon Costa de Beauregard (Cons.)           | Ernest de Boigne                   |
| Duingt                   | Charles-Marie-Joseph Despine (Cons.)                                  | Charles-Marie-Joseph Despine (Cons.)                           | Charles-Marie-Joseph Despine (Cons.)                           | Charles-Marie-Joseph Despine (Cons.)                                                                    | Charles-Marie-Joseph Despine (Cons.)                                                          | Baron Girod de Montfalcon (Lib.)                |                                    |
| Evian                    | Basile Folliet*                                                       | Mathias Arminjon                                               | Baron de Blonay                                                | Baron de Blonay Antoine Mathieu                                                                         | Antoine Mathieu (démi. 1854) Louis Rubin*                                                     | Charles Gabriel Laurent* (Cons.)                | Baron Favrat de Bellevaux          |
| La Chambre               | Léon Brunier (Lib.)                                                   | Léon Brunier (Lib.)                                            | Léon Brunier (Lib.)                                            | Léon Brunier (Lib.)                                                                                     | Léon Brunier (Lib.)                                                                           | François Grange* (Cons.)                        |                                    |
| La Motte                 | François Gillet*                                                      | Benoît Mollard (Cons.)                                         | Benoît Mollard (Cons.)                                         | Benoît Mollard (Cons., dém. 1851) Humbert Jaillet Jean-Baptiste Dupraz* Baron Girod de Montfalcon       | Baron Girod de Montfalcon (Lib.)                                                              | Benoît Mollard (Cons.)                          |                                    |
| Montmélian               | Antoine Louaraz (Lib.)                                                | Antoine Louaraz (Lib.)                                         | Antoine Louaraz (Lib.)                                         | Antoine Louaraz (Lib.)                                                                                  | Antoine Louaraz (Lib.)                                                                        | Stephane Leblanc (Cons.) Antoine Louaraz (Lib.) | Antoine Louaraz (Lib.)             |
| Moûtiers                 | Antoine Jacquemoud (Lib.)                                             | Antoine Jacquemoud (Lib.)                                      | Antoine Jacquemoud (Lib.)                                      | François Carquet Claude Gonnet (déc. 1852)                                                              | Michel Roux-Vollon* (Cons.)                                                                   | Antoine Jacquemoud (Lib.)                       | Comte Amédée Greyfié de Bellecombe |
| Le Pont-de-Beauvoisin    | Baron Joseph Jacquemoud                                               | Baron Joseph Jacquemoud (annulation février) Ferdinand Palluel | Baron Joseph Jacquemoud                                        | Baron Joseph Jacquemoud (dém. nov. 1850) Eugène-Joseph Parent (Lib., dém. 1853) Joseph Guillot          | Timoléon Chapperon (Cons.)                                                                    | Timoléon Chapperon (Cons.)                      | Timoléon Chapperon (Cons.)         |
| Rumilly                  | Louis Girod (dém. 18 oct.) Joseph Ginet (Cons.)                       | Joseph Ginet (Cons.)                                           | Gaspard Brunet*                                                | Timoléon Chapperon (Cons.)                                                                              | Joseph Ginet (Cons.)                                                                          | Joseph Ginet (Cons.)                            | Joseph Ginet (Cons.)               |
| Saint-Jean-de-Maurienne  | François Crettin*                                                     | Matthieu Bonafous (annulation) Louis-Frédéric Ménabréa (Cons.) | Louis-Frédéric Ménabréa (Cons.)                                | Louis-Frédéric Ménabréa (Cons.)                                                                         | Louis-Frédéric Ménabréa                                                                       | Louis-Frédéric Ménabréa (Cons.)                 |                                    |
| Saint-Julien-en-Genevois | Raymond de Serraval* (dém. oct. 48) Claude-Marie Bastian (Lib., nov.) | Claude-Antoine Girard* (Lib.)                                  | Hippolyte Pissard (Cons.)                                      | Hippolyte Pissard (Cons., fin 1852) Comte Roussy de Sales* (v. 1852-1853) Comte Charles de Viry (Cons.) | Comte Charles de Viry (Cons.)                                                                 | Comte Charles de Viry (Cons.)                   | Hippolyte Pissard                  |
| Saint-Pierre-d'Albigny   | Henri Ract (Lib.)                                                     | Henri Ract (Lib.)                                              | Henri Ract (Lib.)                                              | Charles de Menthon d'Aviernoz                                                                           | Louis Jacquemoud* (jusqu'en 1854) Mathias Arminjon Comte Hippolyte de Chambost (Cons.)        | Jean-François Borson (Cons.)                    |                                    |
| Sallanches               | Joseph-Agricola Chenal (Lib.)                                         | Joseph-Agricola Chenal (Lib.)                                  | Joseph-Agricola Chenal (Lib.)                                  | Joseph-Agricola Chenal (Lib.)                                                                           | Joseph-Agricola Chenal (Lib.)                                                                 | Joseph-Agricola Chenal (Lib.)                   | Joseph-Agricola Chenal (Lib.)      |
| Taninges                 | Georges-Marie Allamand                                                | François-Marie Bastian (Lib.)                                  | François-Marie Bastian (Lib.)                                  | François-Marie Bastian (Lib.)                                                                           | Germain Sommeiller                                                                            | Comte de La Fléchère (Cons.)                    |                                    |
| Thonon                   | Général Joseph-Marie de Foras                                         | Ernest Dubouloz* (ne siège pas) Jacques-François Frézier*      | Jacques-François Frézier* Baron Favrat de Bellevaux            | Baron Favrat de Bellevaux                                                                               | Pantaléon Costa de Beauregard (aban. pour Chambéry en février 1854) Général Gerbaix de Sonnaz | Comte Gerbaix de Sonnaz (Cons.)                 | Jules Beaurain*                    |
| Ugine                    | Comte de Chevron Villette                                             | Antoine Mathieu (fin janv. 1849) Ambroise Delachenal           | Ambroise Delachenal                                            | Comte Chevron Villette Maurice Blanc*                                                                   | Maurice Blanc (dém. 1854) Antoine Mathieu                                                     | A.-E. Lachenal (Cons.)                          | Maurice Blanc                      |

Note : Les députés disposant d'un article apparaissent en bleu, ceux suivis du signe * possèdent un descriptif dans la section suivante.

La présence d'un ou de plusieurs candidats correspond aux annulations ou aux démissions. Cons. : conservateurs. Lib. : libéraux-démocrates.

Dém. : démission ; aban. : abandon 

En mars 1860, trois nouveau collèges font leur apparition : Saint-Jeoire, avec l'élection du comte Étienne de La Fléchère, Yenne avec le baron Louis Girod de Montfalcon, et Aiguebelle avec François Grange*.

### Éléments biographiques des députés
Ci-après, présentation par ordre alphabétique des députés ne disposant pas d'un article spécifique dans l'encyclopédie.
| Nom (forme italianisée) (dates)                                                       | Législatures                                             | Éléments biographiques |
| ------------------------------------------------------------------------------------- | -------------------------------------------------------- | --- |
| Bachet, François-Marie Francesco Bachet (1817-1881)                                   | IVe (1852-1853, démission).                              | Né le 15 avril 1817, à Annecy et mort à Neuilly-sur-Marne en 1881 Chimiste de formation, il devient directeur de la Caisse d'Escompte. Elu député en janvier 1852, il démissionne pour des raisons familiale de mars 1853,. Il se représente en décembre 1853, mais n'est pas élu. |
| Beaurain, Jules Cesare Beaurin (1817-....)                                            | VIIe (1860).                                             | Jules François Marie Beaurain, né le 21 juillet 1805 et mort le 16 octobre 1872, à Thonon,. Avocat. Syndic de Thonon (1858), partisan de l'Annexion et de la création d'une zone douanière. Premier maire de Thonon (1er décembre 1860-avril 1865), au lendemain de l'Annexion. Chevalier de la Légion d'honneur,. Il épouse en 1837 Julie de Seyssel. |
| Billiet, Balthazard Baldassarre Billet (1818-1871)                                    | Ve (1854-1857).                                          | Né le 6 novembre 1818 aux Chapelles et mort le 29 mai 1871. Docteur en droit, avocat à Chambéry (1854), mort juge au tribunal d'Annecy. Neveu du cardinal Billiet. |
| Brunet, Gaspard Gaspare Brunet (1788-1854)                                            | IIIe (1849).                                             | Gaspard Sébastien Brunet, né le 23 décembre 1788 et mort le 22 juin 1854 à Chambéry. Avocat. Sous-préfet français de Chambéry (2 août 1815 – 17 décembre 1815), vice—intendant, intendant de Faucigny, de Voghera, fait comte en 1834, intendant général à Gênes et de l'Azienda en 1836, retraité en 1848,. Commandeur des SS. Maurice-et-Lazare. Il est le fils d'un avocat, maire de Bassens, et de Marie Pointet. Il épouse Maria-Élisa Ménabréa, sœur de Léon et Louis-Frédéric Ménabréa. |
| Challend, Joseph-Sébastien Giuseppe Challend (....-....)                              | VIIe (1860).                                             | Né le 28 janvier 1815, à Montailleur et mort en 1870[réf. nécessaire] Après l'Annexion, il fut maire de Montailleur. À la suite de son mariage avec Josephte de Roget de Cevins, en 1835, il relève le nom Roget de Cevins, devenant Challend de Roget de Cevins,. |
| Crettin, François Francesco Crettin (....-1857)                                       | Ire (1848).                                              | Né le 19 décembre 1791, à Termignon, et mort le 21 octobre 1857, à Turin Docteur en droit. Jurisconsulte, magistrat, conseiller à la Cour de cassation, premier Président à la Cour d'appel de Savoie (1851),. Grand officier des SS. Maurice-et-Lazare. |
| Dubouloz, Ernest Ernesto Dubouloz (1807-1898)                                         | IIe (1849, ne siège pas).                                | Ernest Jean Marie Dubouloz, né le 23 janvier 1807, à Thonon. Propriétaire. Élu en 1849 député, il refuse le mandat car il est investi syndic de Thonon. Il est le fils de l'avocat Louis Dubouloz et de Mlle Riboud de Bourg. Il épouse Jeanne-Pétronille-Anne-Adélaïde Dupas (1813-....), fille du général Pierre Louis Dupas,, dont deux fils, Ferdinand et Auguste, membre de l'Académie chablaisienne. |
| Dupraz, Jean-Baptiste Giovanni Battista Dupraz                                        | IVe (1849, élection annulée pour incompatibilité).       | Il meurt le 11 décembre 1880, à Fossano. Avocat. Chef de division au ministère de l’intérieur. |
| Duverger de Saint-Thomas, Charles (Comte) Carlo Du Verger de Saint Thomas (1820-....) | IVe (1849-1853).                                         | Charles-Marie-François Duverger, baron de Saint-Thomas, né le 21 août 1820 à Aire (Pas-de-Calais). Officier de cavalerie, major 1860. Intégration dans l'armée française, au lendemain de l'Annexion, difficile, chef d'escadron au 1er régiment de cuirassiers (1865),. Non-activité pour infirmité temporaire, en 11867, puis mis en retraite le 29 mai 1869,. Comme un certain nombre d'anciens officiers de l'armée sarde, il eut du « mal à s’adapter aux règlements français, à les assimiler et à exercer [son] commandement correctement ». Officier de la Légion d'honneur,. Chevalier des SS. Maurice-et-Lazare (27 décembre 1861) Membre effectif de l'Académie florimontane. Titre de comte par patentes du 31 octobre 1846. Son père, Marie Jérôme Duverger (1783-....) fut un capitaine de cavalerie, chevalier de la Légion d'honneur. Il a épousé Léonie de Launay, en 1845. |
| Folliet, Jean-Basile Basilio Folliet (1784-1866)                                      | Ire (1848).                                              | Né en 1784 à Évian et mort en 1866. Avocat, juge de paix d'Abondance, puis syndic d'Évian jusqu'en 1860,. Propriétaire du château de Neuvecelle Epouse Péronne Métral, six enfants. |
| Frézier, Jacques-François Giovanni Francesco Frezier (1798-1858)                      | IIe-IIIe (1849).                                         | Né en 1798 à Vailly et mort le 25 juillet 1858 à Thonon. Magistrat en 1823, juge-mage du tribunal d'Annecy. Descendant d'une famille de notaires installée à Vailly depuis le XVIIe siècle. Cousin du député de Frangy, Claude-François Bastian. |
| Gillet, François Francesco Gillet (....-....)                                         | Ire (1848).                                              | Propriétaire. |
| Girard, Claude-Antoine Claudio Antonio Girard (1803-1863)                             | IIe (1849).                                              | Né le 15 janvier 1803 (25 nivôse de l'an XI), à Viry. Avocat. Appartient au courant libéral. Il meurt le 29 juin 1863 en traversant le col du Mont-Cenis. |
| Grange, François Francesco Grange (1801)                                              | VIIe (1860).                                             | Avocat. Issu d'une famille de notable de Randens et du mandement d'Aiguebelle. |
| Guillet, Alexandre dit Alexis Alessandro Guillet (1802-1873)                          | IVe, Ve, VIe (1849-janvier 1852, 1853-1860).             | Pierre Alexandre Guillet, né en 1802 et mort en 1873 à Annecy. Avocat, président du tribunal provincial de Saint-Jean-de-Maurienne (1854), à la suite de l'Annexion, il devient président du tribunal de première instance de Thonon, conseiller à la cour d'appel de Chambéry et nommé chevalier de la Légion d'honneur,. |
| Guillot, Joseph Giuseppe Guillot (....-....)                                          | IVe (avril 1853-déc.1853).                               | Natif de Dullin. Négociant à Turin. Le Courrier des Alpes le décrit comme « M. Guillot, par ses excellentes relations avec les sommités commerciales du Piémont et de Lyon, jouit d’une influence que justifient également sa probité et ses sentiments patriotiques ». |
| Humilly de Serraval, Raymond (d') Raimondo De Serraval (1794-1851)                    | Ire (avril-octobre 1848).                                | Famille d'Humilly. Né le 8 février 1794 (20 pluviôse an 11) à Viry et mort le 7 mars 1851 à Viry. Militaire de carrière, major au régiment de Savoie, capitaine au 2e régiment de Savoie (1835-1838), major au corps (1839-1844), quitte la brigade de Savoie avec le grade de lieutenant-colonel (1846) et est mis en retraite le 30 septembre 1843. Il serait commandant des pompiers de Chambéry (Miquet, 1895). Il est le fils de Joseph-Jean-Baptiste d'Humilly de Serraval, militaire. Il épouse le 27 février 1832, Anne-Pichelle-Valérie de Lamare. |
| Jacquemoud, Louis Luigi Jacquemoud (inconnu)                                          | Ve (1853-remplacé fin de 1854).                          | Né à Chambéry. Avocat et auditeur des guerres. Fils de Pierre Jacquemoud (1764-1836), avocat à Chambéry, et de Marie Domenget. Frère du baron Joseph Jacquemoud. |
| Laurent, Charles Gabriel Carlo Gabriele Laurent (1804-1885)                           | VIe (1857-1860).                                         | Né le 15 avril 1804 à Evian et mort en 1885 dans la même ville. Docteur en droit, magistrat. Président du tribunal de Moûtiers (1854). Conseiller à la Cour d’appel de Gênes, puis de Chambéry après l’Annexion. chevalier de la Légion d'honneur,. |
| Leblanc, Stephane                                                                     | VIe (élection cassée « pour ingérence cléricale »)       | |
| Parent, Eugène-Joseph Eugenio Parent (v.1790-1858)                                    | IVe (nov.1850-dém. 1853).                                | Né vers 1790 à Sallanches et mort le 15 janvier 1858, aux Marches. Avocat Père du député et sénateur français Nicolas Parent. |
| Perravex, François Francesco Perravez (1780-1852)                                     | Ire (1848).                                              | Né vers 1780 à Arbusigny et mort le 30 mars 1852 à Mornex. Propriétaire et directeur de la verrerie d'Alex,. Il est conseiller provincial et divisionnaire, syndic de Mornex (7 ans), ainsi que conseiller provincial du Genevois et divisionnaire. Durant son mandat, il siège auprès des conservateurs, spécialiste des questions agricoles. À la suite de son mandat, il fut sénateur au Sénat de Savoie. Il est marié avec Andréanne Bain, fille du sénateur Claude-François Bain. |
| Roux-Vollon, Michel Michele Roux Vollon (1808-1878)                                   | Ve (1853, invité à démissionner par son groupe en 1857). | Michel-Pierre Roux-Vollon, né le 11 novembre 1808 à Saint-Jean-de-Belleville et mort le 4 juillet 1878. Agriculteur, marchand de fromages, qu'il profitait de vendre à Turin lors des sessions. Il est aussi syndic, puis maire de Saint-Jean-de-Belleville après l'Annexion. Chevalier de la Légion d'honneur, le 15 mars 1867. |
| Rubin, Louis Gian Luigi Rubin (1785-1860)[réf. nécessaire]                            | Ve (7 mars 1854-1857).                                   | Louis Jean François Rubin, originaire de Saint-Pierre-d'Albigny (?) Intendant général de la province du Genevois, puis de la Sardaigne. Chevalier des Saints-Maurice-et-Lazare. Baron en 1830, par lettres patentes du roi Charles-Félix[réf. nécessaire]. Il épouse en 1816 Marie-Georgine-Françoise Mathieu de Marclay-Cervens (1789-1850),. Ses fils — le général Gustave Rubin de Cervens et le contre-amiral Ernest Rubin de Cervens — sont autorisés à relever, en 1858, le nom de Cervens, une ancienne famille noble du Chablais, en tant qu'« héritiers de la branche aînée des [Mathieu de Marclay], avec l'autorisation du souverain »,. |